# Sébastien de L'Aubespine
Sébastien de L'Aubespine (1518 – Limoges, 2 luglio 1582) è stato un vescovo, ambasciatore e abate francese.
Diplomatico francese del XVI secolo, ambasciatore di Francia in Spagna presso il re cattolico dal 1558 al 1562, fu per breve tempo vescovo di Vannes (1557-1558), poi, per ventiquattro anni, vescovo di Limoges.

## Biografia
Discendente dalla nobile famiglia degli Aubespine della Borgogna, era figlio di Claude de L'Aubespine, avvocato al presidiale di Orléans, e di Margherita Le Berruyer, dama de La Corbillère. Era fratello di Claude de L'Aubespine (morto nel 1567), segretario di Stato dei re Francesco I, Enrico II, Francesco II e Carlo IX.
Fu abate commendatario di Bassefontaine, vescovo di Vannes (1557-1558) poi di Limoges (1558-1582), abate commendatario di Mozac (1568-1570) e di Sant'Elia di Noyon dal 1570 al 1579.
Egli ebbe anche importanti funzioni diplomatiche durante i regni di Francesco I e dei suoi successori. Fu ministro del re Carlo IX e firmò sotto il suo regno, nel 1564, l'editto di Roussillon.